# إنزال هوملبيك
إنزال هوملبيك هو معركة حدثت في 4 أغسطس 1700 أثناء غزو الإمبراطورية السويدية للدنمارك أثناء حرب الشمال العظمى. هذا هو الهجوم الأول للجيش السويدي، وقاده مباشرةً كارل الثاني عشر ملك السويد وكان يرأس الميمنة بينما يقود أرفيد هورن و‌كارل غوستاف رينسكيولد للميسرة. انتصر السويديون وحاصروا القوات الدنماركية بقيادة ينس روستغارد.